# أم جرس
أم جرس أو أمجاراس هي عاصمة منطقة إندي إست في شمال تشاد. على الرغم من كونها في السابق واحة صحراوية منعزلة، فإن عدد سكانها حسب تعداد 2009 يبلغ 20،850، وقد نمى بشكل ملحوظ من 657 نسمة فقط في تعداد 1993. وهي أكبر مدينة في المنطقة ورابع أكبر مدينة في الصحراء (الشمالية) لتشاد. المدينة لديها مطارها الخاص. تم رسم خريطة المدينة حاليًا في خريطة الشارع المفتوح، ولكن العديد من الأطالس لا تضع هذه المدينة على الخريطة. وهي أيضا عاصمة القسم الإداري من المستوى الثاني، قسم أمجاراس. في 3 يوليو 2015 ، زار الرئيس التشادي إدريس ديبي أمجاراس. يوجد في المدينة فندق يسمى Toumai Hotel Amdjarass والمدينة بها حصن. هناك صخرة على شكل بوميرانج مع اسم المدينة عند مدخل المدينة. رئيس البلدية إسماعيل ميس.